# Strzygi (powiat brodnicki)
Strzygi – wieś w Polsce położona w województwie kujawsko-pomorskim, w powiecie brodnickim, w gminie Osiek, przy drodze wojewódzkiej nr 560.

## Podział administracyjny
Za II RP miejscowość była siedzibą gminy Starorypin, a w latach 50. XX wieku gminy Strzygi. W latach 1975–1998 miejscowość należała administracyjnie do województwa toruńskiego.

## Demografia
Według Narodowego Spisu Powszechnego (III 2011 r.) liczyły 475 mieszkańców. Są drugą co do wielkości miejscowością gminy Osiek.

## Historia
W XVI wieku miała miejsce nieudana próba lokacji miasta. Śladem tych zamiarów może być plac przy kościele.

## Zabytki

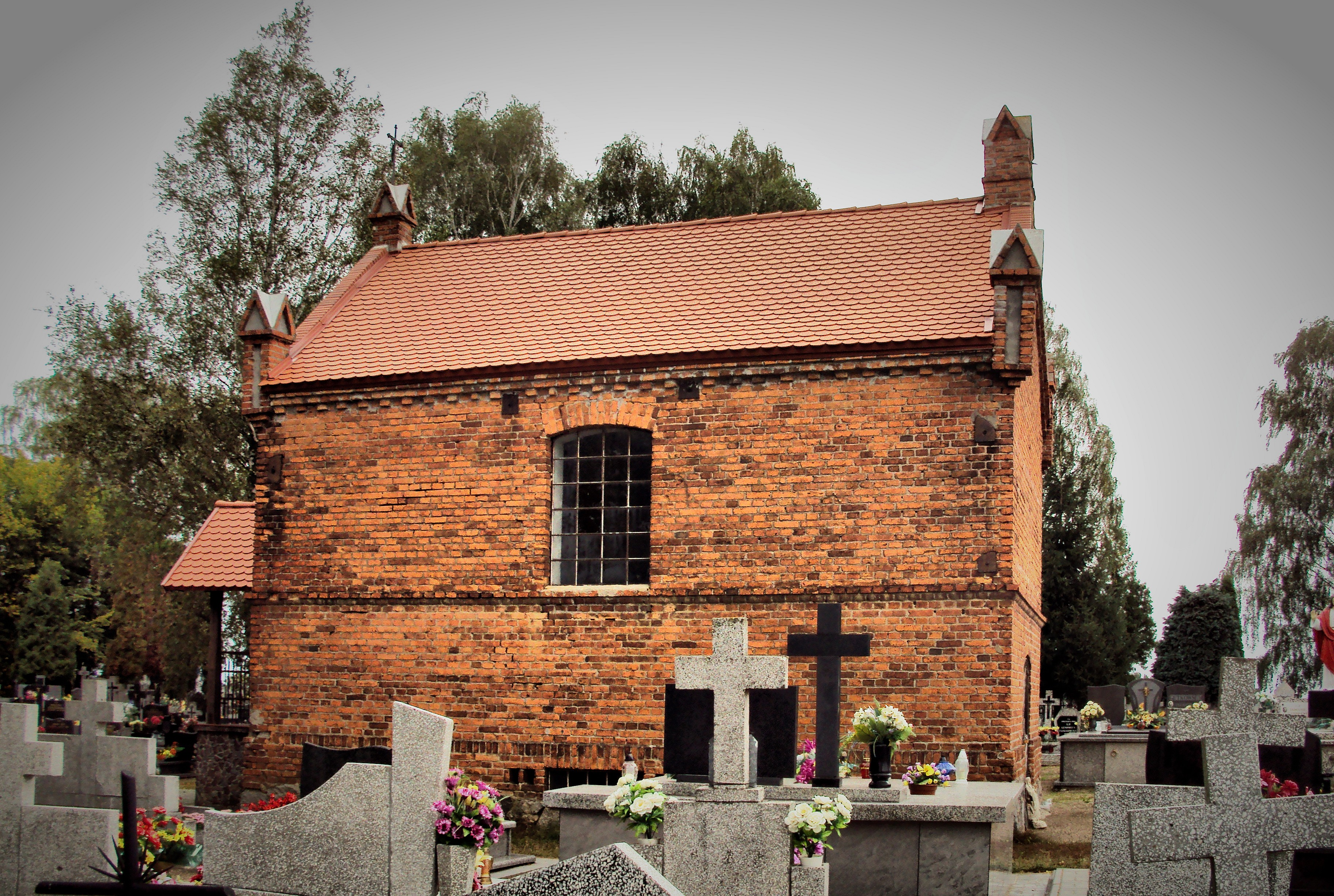
Kaplica grobowa rodziny Małkiewiczów na cmentarzu parafialnym w Strzygach

Według rejestru zabytków NID na listę zabytków wpisane są:
- kościół parafialny pw. św. Stanisława Biskupa, XIV w., XVII w., nr rej.: A/345 z 27.05.1927
- kaplica grobowa rodziny Małkiewiczów, na cmentarzu parafialnym, 1870, nr rej.: A/1353 z 19.02.2008.

## Związki wyznaniowe
We wsi znajduje się parafia pw. św. Stanisława Biskupa i Męczennika.